# 堪萨斯州众议院
堪萨斯众议院（英語：Kansas House of Representatives）是美国堪萨斯议会的下議院，共有125名议员，每届任期2年。现任众议院議長为共和黨籍的丹·霍金斯。